# Staatlich anerkannte Fachakademie zur Ausbildung von Restauratoren
Die Fachakademie zur Ausbildung von Restauratoren in München ist eine der ältesten Einrichtungen in Deutschland, die eine geregelte Ausbildung zum Restaurator anbieten.

## Überblick
Sie ist seit 1987 staatlich anerkannt und nimmt eine Sonderstellung unter den Institutionen zur Restauratorenausbildung ein: Während diese bundesweit an Fachhochschulen und Hochschulen mit entsprechender Zugangsberechtigung vermittelt wird, können hier auch Studierende mit einem mittleren Schulabschluss aufgenommen werden. Inhaltlich durch die Nähe zu einem Fachhochschulstudium gekennzeichnet, ermöglicht diese Ausbildungsform als dreijährige Ganztagsausbildung zudem einen fünfzigprozentigen praxisbezogenen Ausbildungsanteil. Es kann der Abschluss „Staatlich geprüfter Restaurator“ bzw. „Staatlich geprüfte Restauratorin“ erreicht werden. 

## Geschichte
Das heute bestehende Institut hat seine Wurzeln in der 1954 eröffneten Restaurierungswerkstatt von Alfred René Goering. Ab 1963 fand an gleichem Ort in der Giselastraße erstmals eine Praktikantenausbildung für Restauratoren statt. 1982 folgte die Gründung des Instituts für angewandte Restaurierung als gemeinnütziger Verein, das den seit 1963 bestehenden Ausbildungsablauf übernahm. Ein Lehrplan legte Lerninhalte und Ausbildungsziele erstmals auch in einem Ausbildungsvertrag fest und verließ damit das übliche Verfahren, Anwärter des Restauratorenberufs ein Praktikum im Handwerk absolvieren zu lassen. Die Schüler des Instituts schlossen nach dreijähriger Schulzeit als „geprüfte(r) Restaurator(in)“ ihre Ausbildung ab. Die staatlich genehmigte Fachschule Goering Privat-Institut e. V. für Restauratorenausbildung im Fachbereich Möbel + Holzobjekte entstand 1984. Es folgte schließlich 1987 die staatliche Anerkennung durch das bayerische Staatsministerium für Unterricht und Kultus für die „Fachakademie“. Dieses Ministerium ist auch die zuständige Aufsichtsbehörde für die Fachakademie.

## Das Ausbildungskonzept
In der Fachakademie zur Ausbildung von Restauratoren wird im Fachbereich Möbel und Holzobjekte ausgebildet. Das Konzept der Fachakademie umfasst theoretische Grundlagenvermittlung bei gleichzeitiger praktischer Übung und Anleitung.
Während der praxisorientierten Studien, die etwa 50 % der Unterrichtszeit einnehmen, werden die Studierenden in den Fächern Restaurierung und Konservierung ausgebildet. In der übrigen Zeit werden die Fächer Naturwissenschaftliche Grundlagen, Chemie, Biologie, Dokumentation, Kunstgeschichte, Kunststudien, Wirtschaftskunde sowie Analytik, Fototechnik und Polychromie (letztere mit praktischen Arbeiten) gelehrt. Die Ausbildung erfolgt als Vollzeitunterricht und unterliegt der bayerischen Schulordnung.

## Ausbildungsrahmen
| - Restaurierung - Konservierung - Kunstgeschichte - Dokumentation - Fachtechnologie - Naturwissenschaftliche Grundlagen - Biologie und Technologie Holz - Polychromie - Kunststudien - Wirtschaftskunde | - Methodik der Restaurierung und Konservierung - Architektur-, Skulptur- und Möbelstilkunde - Werkstoff Holz: Holzarten, Holzanatomie - Biologie: Morphologie, Taxonomie - Pflanzliche und tierische Schädlinge - Werkstoffkunde und Werkstoffgeschichte - Chemische und physikalische Demonstration - Chemisch-technische Laborarbeit: Präparatives Arbeiten, Nachweismethoden - Umweltschutz | Fortsetzung - Objektanalyse - Werkstoffkunde und Werkstoffgeschichte - Werkzeug- und Mechanikkunde - Historische Arbeitstechniken - Oberflächenverfahren - Schlösser und Schlüssel, Beschläge - Fotografie, Bilddokumentation - Fachtechnologische Dokumentation, Gutachtenerstellung |